# Dr. Psycho – Die Bösen, die Bullen, meine Frau und ich/Episodenliste
Diese Episodenliste enthält alle Episoden der deutschen Fernsehserie Dr. Psycho – Die Bösen, die Bullen, meine Frau und ich, sortiert nach ihrer deutschen Erstausstrahlung. Die Serie umfasst zwei Staffeln mit insgesamt 14 Episoden.

## Staffel 1
| Nr. (ges.) | Nr. (St.) | Originaltitel          | Erstausstrahlung D |
| --- | --------- | ---------------------- | ------------------ |
| 1 | 1         | Osama                  | 26. März 2007      |
| Der Polizeipsychologe Max Munzl wird der Sonderkommission Organisiertes Verbrechen zugeteilt. Er soll sich im Wesentlichen um das Teambuilding der Kollegen kümmern. Das Soko-Team hält diese Idee für Schwachsinn und möchte den nervigen Munzl möglichst bald wieder loswerden. Das Team besteht aus dem mürrischen Chef Hendricks, dem dümmlichen jungen Eddie, der knorrigen und spröden Polizistin Kerstin Winter und dem versoffenen und desinteressierten Victor. Hendricks will Max zuerst überhaupt nicht wahrnehmen. Max teilt ihm mit, dass er Kriminalrat Hasse unterstellt und er ihm daher nicht untergeben sei. Max legt sich zunächst mit den Kollegen an, weil er den Terrorverdächtigen Omar (Oktay Özdemir) für unschuldig hält. Vor allen anderen Kollegen stellt er Victor als Alkoholabhängigen bloß. Im Privatleben leidet Max unter der Trennung von seiner Frau Lena, sie wirft ihm vor, nicht lebensfähig zu sein. Sie beginnt eine Beziehung zu ihrem Chef Martin, Max beschimpft diesen in der Öffentlichkeit, was Lena entsetzlich peinlich ist. Omar muss aus dem Polizeigewahrsam entlassen werden. Er hat wirklich keinen Kontakt zu Terroristen, ist jedoch Teil einer Gang, die ein Wettbüro überfällt und Geiseln nimmt. Max bietet sich als Ersatzgeisel für eine schwangere Geisel an und wird ausgetauscht. Omar tötet sich aus Schusseligkeit selbst und Max überredet die beiden anderen Geiselnehmer aufzugeben. Diese sollen sich als Geiseln ausgeben und sich selbst austauschen. In einem Telefongespräch hatte Max Lena über den Trick verschlüsselt informiert und diese klärt die Polizei darüber auf. Max hat damit geholfen, die Geiselnahme unblutig zu beenden und die Geiselnehmer festzunehmen. |           |                        |                    |
| 2 | 2         | Blow Job Betty         | 2. Apr. 2007       |
| Max und Lena gehen zur Eheberatung. Dabei macht Max Lena schwere Vorwürfe: Sie hätte ihn nicht ernst genommen. Lena wirft Max vor, das gemeinsame Sexleben sei enttäuschend gewesen. Die Soko ermittelt gegen den Bordellbesitzer Lemmi (Peter Benedict), dem sie Zwangsprostitution vorwirft, keine seiner Prostituierten will jedoch gegen ihn aussagen. Munzl schlägt einen Undercovereinsatz vor. Zunächst wird Munzl für diesen Vorschlag verspottet, schließlich stimmt Hendricks dem Vorschlag zu, nachdem Hasse Ergebnisse sehen will. Max und Victor, der wieder massiv mit dem Trinken angefangen hat, gehen verwanzt als Freier zu Lemmis Prostituierten, um diesen Informationen zu entlocken. Max wirft Victor vor, wieder mit dem Trinken angefangen zu haben. Beiden Prostituierten ist nichts zu entlocken und Max lässt sich von einer – Betty (Ellen Schlootz) – oral befriedigen. Um ihn zu demütigen, spielt Hendricks den gesamten Kollegen in Gegenwart Munzls dessen Gestöhne vor. Hendricks freut sich, weil er glaubt Munzl damit kündigen zu können. Max sieht, dass Martin Lena zärtlich den Hintern tätschelt. Max teilt diesem mit, dass er bei der Kripo sei und verbietet ihm, nochmal seine Frau anzufassen. Sein Hund „Freud“ sei Polizeihund und könne sich in dessen „Hoden verbeissen“. Max versucht, auf eigene Faust zu ermitteln, was allerdings scheitert: Max flieht aus dem Bordell Lemmis. Danach heckt Max Folgendes aus: Er provoziert Lemmi und Eddie und Victor schlagen ihn und dessen Gorilla vor den Augen Bettys zusammen. Dies führt psychologisch dazu, dass Betty Lemmi nicht mehr als Gewinner sieht und beschließt, gegen diesen auszusagen. Lena, die Max wieder attraktiv findet, verliert ihr Interesse, weil sie glaubt, Max würde sie permanent mit der Prostituierten betrügen. Die Handlung wird in der Folge „Die einzige Zeugin“ fortgesetzt. |           |                        |                    |
| 3 | 3         | Die einzige Zeugin     | 16. Apr. 2007      |
| Die Prostituierte Betty will gegen den Bordellbetreiber und Menschenhändler Lemmi nicht mehr aussagen. Sie wird in einer versteckten Wohnung von der Polizei bewacht. Max schafft es, den wahren Grund für ihre Weigerung zu erfahren. Betty hat einen Sohn und will nicht, dass sie das Sorgerecht verliert, wenn es sich herausstellt, dass sie Prostituierte ist. Betty geht dann doch ins Zeugenschutzprogramm. Max ruiniert weiterhin die Eheberatungstermine mit Lena und diese entfremdet sich weiterhin von ihm. Betty ist mittlerweile in einer geheimen Wohnung untergebracht. Dort wird sie auch von einem BKA-Polizisten – Achim – bewacht. Der Vater Lemmis erwirkt jedoch wieder das Sorgerecht und holt den Sohn zurück. Betty fühlt sich von der Polizei betrogen und zieht bei Max ein. Max versucht inzwischen Lena zurückzugewinnen und engagiert eine Indiogruppe, die Lena die Titanic-Titelmelodie vorspielen. Als Lena Max besucht, flirten beide heftig und Betty wird währenddessen vom Gorilla Lemmis, dem sog. „Yugo“ entführt. Munzl findet heraus, dass der neue BKA -Kollege ein Maulwurf Lemmis ist und bei der Entführung geholfen hat. Hendricks und Munzl nehmen Achim in die Mangel, wodurch Betty befreit und Lemmi verurteilt werden kann. Als niemand Munzl für seine Arbeit lobt, lobt er sich in Selbstgesprächen selbst. |           |                        |                    |
| 4 | 4         | Der Türke              | 23. Apr. 2007      |
| Der türkische Gangster Mustafa Ahkan (Hasan Ali Mete) handelt mit gefälschten Medikamenten. Die Soko versucht schon seit längerer Zeit erfolglos, Ahkan etwas nachzuweisen. Die Soko schafft einen verwanzten V-Mann an Ahkan heran. Max meint, dass der V-Mann Serdar (Sinan Akkuş) es nicht schaffen wird, weil er viel zu nervös sein. Victor will davon nichts wissen. Da Hendricks nicht anwesend war, setzt sich Victor als Rangältester durch. Der V-Mann ist dann tatsächlich nervös und wird ermordet. Das totale Versagen Victors wird von der Abteilung kaschiert. Er verspricht den anderen daraufhin, täglich bis 18.00 Uhr nichts mehr zu trinken. Munzls und Lenas Ehetherapie ist weiter katastrophal, weil Max krankhaft eifersüchtig ist. Durch den Selbstmordversuch Ahkans deutscher Freundin Sabine (Tatiani Katrantzi) bietet sich eine neue Chance: Ihr behandelnder Arzt hat ihr eine Psychotherapie verordnet. Max gibt sich als ihr Therapeut aus und gewinnt Ahkans Vertrauen. Kerstin hat in ihrem Privatleben Ärger, ihr Freund hat sie verlassen. Sie kommt abends in Max’ Wohnung und bespricht sich mit ihm über ihre Beziehung. Dann tauchen plötzlich Lena und Martin auf, um eine Kommode mitzunehmen. Da flippt Max aus und schmeißt die beiden aus der Wohnung. Ahkan ist Munzl so dankbar, dass er Max zu einer Feier einlädt. Dort versucht Max, verwanzt, etwas über die Medikamentendeals herauszufinden. Max und Kerstin tauchen dort als Ehepaar auf. Kerstin wird an den Frauentisch gesetzt und Max versucht verzweifelt von Mustafa und seinen kriminellen Freunden etwas über einen Medikamentendeal zu erfahren. Max tanzt neben Mustafa und seinen Freunden und hört damit ein Gespräch ab. Lena bricht die Eheberatung mit Max ab und teilt ihm mit, dass sie eine Beziehung mit Martin begonnen hat. Der türkische Übersetzer kann aus den Gesprächsprotokollen Informationen über den Malariadeal herausfinden. Daraufhin wurde es möglich, Mustafa hochzunehmen. Die Folge endet damit, dass Max alleine und todtraurig in seiner Küche sitzt. |           |                        |                    |
| 5 | 5         | Schlimme Kunst         | 30. Apr. 2007      |
| Lena will sich von Max scheiden lassen. Dieser versucht, sie zurückzugewinnen, macht es mit abfälligen Bemerkungen über Martin nur noch schlimmer. Die Besitzer eines Restaurants werden seit längerer Zeit zu Schutzgeldzahlungen gezwungen. Die Erpresser Enver (Jens Münchow) und Draschko (Heiko Pinkowski) zwingen sie, ihnen Kunstwerke, die die Freundin eines der Gangster gemalt hat, für teures Geld abzukaufen. Max überredet die Restaurantbesitzer, gegen die Erpresser auszusagen. Die Schutzgelderpresser verwüsten daraufhin das Restaurant. Max ist so wütend auf den Nebenbuhler Martin, dass er dessen Auto beschmiert. Die Soko beschließt einfach außergesetzlich gegen die Erpresser vorzugehen. Man verwanzt das Büro der Erpresser ohne einen richterlichen Beschluss. Dabei stellt sich heraus, dass einer der Gangster sehr eifersüchtig auf seinen „Kollegen“ ist, dem er unterstellt, sich an seine Freundin Svetlana (Katja Danowski) heranzumachen. Max nutzt diese Schwäche aus und spielt beide Gangster gegeneinander aus, was dazu führt, dass der eine den anderen mit einem Messer angreift. Beide können festgenommen werden. Max, Lena und Martin versuchen, ein ernsthaftes Gespräch zu führen, um die Differenzen zu beerdigen. Dazu treffen sie sich in dem Restaurant der erpressten Restaurantbesitzer. Als Martin und Lena anfangen, vor Max’ Augen miteinander flirten, schüttet Max ein Glas Bier über Martin aus und tut so, als sei es ein Versehen. |           |                        |                    |
| 6 | 6         | Der polnische Maulwurf | 7. Mai 2007        |
| Max wird von seiner Abteilung langsam als einer der ihren aufgenommen. Als er seinen Geburtstag feiert, erfährt er so etwas wie Zuneigung durch seine Kollegen. Die Soko versucht, eine polnische Autoschieberbande hochzunehmen, allerdings nicht sehr erfolgreich. Ein deutscher Gebrauchtwagenhändler namens Rossbach (Fritz Roth) wird ins Visier genommen, man vermutet ihn als einen Drahtzieher hinter den Diebstählen. Hendricks hat einen Tipp bekommen, dass die Polen in einem bestimmten Parkhaus zuschlagen werden. Beim Warten auf die Verbrecher lernt Eddie aus einem Buch Polnisch, was die Kollegen zunächst nicht nachvollziehen können. Victor und Eddie nehmen dort vollkommen unschuldige Manager fest, was zu erheblichem Ärger führt. Oberkriminalrat Hasse ist der Auffassung, dass ein Maulwurf in der Abteilung sitzt. Hasse setzt Munzl auf seine Kollegen an, er weigert sich zunächst, weil er nicht als Spitzel arbeiten will. Allerdings macht ihm Hasse den Ernst der Lage klar: Durch den mutmaßlichen Verräter wäre fast ein Informant erschossen worden. Munzl bespitzelt ab dem Zeitpunkt seine Kollegen. Eddie, Victor und Kerstin benehmen sich auf einmal alle verdächtig. Lena lädt Max zu einem Geburtstagsessen ein. Als sie ihm erzählt, wie toll die Beziehung mit Martin ist und sie mit ihm zusammenziehen will, bricht Max das Gespräch ab. Kerstin lädt Rossbach vor und verhört diesen, dabei stellt sich heraus, dass Hendricks mit Rossbach zusammen im Gesangsverein gewesen ist. Rossbach bestreitet die Vorwürfe, und gibt zu, dass er den Verbrecher, der die Autos verschiebt, bewundert. Die Kollegen finden heraus, dass Max sie bespitzelt hat und reagieren mit Hass und Aggressivität darauf. Als der Wagen des Oberbürgermeisters gestohlen wird, werden die Stimmung und der Druck größer. Munzl teilt Hasse mit, dass er nicht gefunden hat. Hasse teilt ihm daraufhin mit, er sei entweder inkompetent oder ein Verräter. Hendricks glaubt auch langsam, dass es einen Verräter gäbe. Als Eddie den anderen seine polnische Verlobte Elszbieta (Aleksandra Odic) vorstellt, fällt der Verdacht auf Eddie. Hendricks will diesem eine Falle stellen. Er informiert alle über einen neuen Dienstplan außer Eddie. Als daraufhin polnische Autodiebe festgenommen werden, erhärtet sich der Verdacht. Eddie wird suspendiert und Munzl glaubt dennoch an dessen Unschuld. Max findet heraus, dass Rossbach das Büro Hendricks verwanzt hat. Rossbach kann festgenommen werden. Hasse lobt die Soko überschwänglich, diese ist jedoch kollektiv beleidigt. Die Abteilung versöhnt sich untereinander, Max jedoch ist gebrochen: Lena will sich scheiden lassen und sie hat ihm den Ehering zugeschickt. Eddie gibt seine Verlobung bekannt. |           |                        |                    |

## Staffel 2
| Nr. (ges.) | Nr. (St.) | Originaltitel                    | Erstausstrahlung D |
| --- | --------- | -------------------------------- | ------------------ |
| 7 | 1         | Selbsthilfe                      | 24. Juni 2008      |
| Man hat die Soko Organisiertes Verbrechen in alte und abgewrackte Büros gesetzt. Hendricks wird immer cholerischer und sammelt Unterschriften gegen Munzl. Er verlangt von Hasse, dass er mehr Kollegen bekomme und teilt ihm mit, dass er Dr. Munzl nicht brauche. Die Soko soll Metalldiebstähle aufklären, was Hendricks als demütigend empfindet. Seiner Meinung nach, seinen das nur Einzelfälle, während Munzl dahinter eine Organisation vermutet. Hasse hält Munzl für ein nervöses Wrack und fordert Munzl auf, herauszufinden, was sein Problem sei. Munzl erzählt Hendricks, dass seine Mutter kürzlich gestorben sei. Kerstin ist stinksauer auf ihren Freund, dem sie unterstellt, er hätte eine Affäre. Sie wird dabei festgenommen, als sie der Nebenbuhlerin, die Tür eintritt. Eddie ist traurig, weil ihn seine Verlobte verlassen hat. Victor schlägt ihm vor, zur Selbsthilfegruppe zu gehen, um Frauen aufzureissen. Munzl wird von Eddie und Victor zu einem Schrottplatz geschickt, um eine Falle für Metalldiebe vorzubereiten. Eddie lernt bei der Selbsthilfe eine Frau kennen, mit der er anbandelt. Max’ Vater zieht bei diesem ein, weil er mit dem ganzen „Weiberkram Putzen, Waschen, Kochen“ alleine nicht zurechtkäme. Hasse entzieht Hendricks vorübergehend das Kommando. Nachts nimmt Munzl an der Überwachung des Schrottplatzes teil und wird dort von zwei Gangstern gestellt. Er täuscht einen epileptischen Anfall vor, was die beiden so beeindruckt, dass sie die Flucht ergreifen. Hasse ist stinksauer und rät Max, dringend einen Erfolg vorzuweisen. Max’ Vater vertreibt sich die Zeit mit Besuchen bei Prostituierten. Mithilfe eines Phantombildes finden Max und Victor einen der Gangster namens Toni, den sie dann aufgrund einer kriminalistischen List freilassen. Max meint, der Gangster wolle sofort wieder einen Einbruch versuchen. Hendricks erzählt Munzl, dass seine Tochter eine Frau heiraten will und ihn das fertigmache. Als Munzl vom gleichen Gangster erneut auf dem Schrottplatz angegriffen wird, schießt Victor dem Gangster in den Po. Kerstin muss einen Antiaggressionskurs besuchen. Max begleitet sie dabei und wirft ein Auge auf die Psychologin Svenja (Christina Große), die den Kurs leitet. Im Anschluss an den Kurs erwischt Kerstin ihren Freund mit der Nebenbuhlerin und stürzt sich aggressiv auf sie. Die Geschichte wird in der Episode „Kuchenfolter“ fortgesetzt. |           |                                  |                    |
| 8 | 2         | Kuchenfolter                     | 1. Juli 2008       |
| Als Max und Svenja nach einem Date in Max’ Wohnung kommen, erwischen sie seinen Vater beim Betrachten eines Sexfilms. Dieser räumt das Wohnzimmer und Max fällt über Svenja her, wird aber durch Victor unterbrochen, der bei ihm auftaucht und sich bereden möchte. Victor wird von Schuldgefühlen geplagt, weil er auf dem Schrottplatz Toni angeschossen hat. Max und Svenja raten ihm sich bei dem Opfer zu entschuldigen. Hendricks ärgert sich, weil er glaubt, seine Truppe würde langsam verweichlichen. Hendricks vermutet, dass es einen Organisator der Metalldiebstähle gäbe. Munzl spricht hinter dem Rücken Hendricks mit dessen Tochter, die dann im Büro auftaucht. Max, Hendricks, Eddie und Victor befragen den Verbrecher im Krankenhaus, während dessen Chef ihm das Buch „Verräter Sterben schnell schenkt“. Eddie scheitert bei dem Versuch, eine Krankenschwester anzuflirten und versucht es daraufhin bei Hendricks Tochter. Svenja ist schwer in Max verliebt und besucht diesen im Präsidium. Max streitet sich mit seinem Vater, weil dieser Frauen im Internet kennenlernt. Als er merkt, dass er mit dynamischem autoritären Gehabe Erfolg hat, besucht er mit Kerstin, Eddie und Victor den Kriminellen im Krankenhaus, und zwingt diesen Nusskuchen zu essen, weil er eine Nussallergie hat. Dabei werden sie von der Krankenschwester gestört. Max vermutet, der Verbrecher werde gleich seinen Boss anrufen. Eddie flirtet mit einer Krankenschwester, die im hilft, den Boss zu identifizieren. Der Boss wird vorgeladen, ist aber eiskalt und lässt sich nichts anmerken. Max teilt im mit, dass der Verbrecher seiner Meinung bald auspacken wird. Der Boss entführt seinen Handlanger Toni und wird von Victor und Max in letzter Minute darin gehindert, diesen zu ermorden. Als Max mit Svenja im Bett liegt, kommt Hendricks zu Max, um mit diesem zu reden. |           |                                  |                    |
| 9 | 3         | Blumen, Gedichte und Arschlöcher | 8. Juli 2008       |
| Max’ Vater lebt immer noch bei Max, während sich die Beziehung Max’ zu Svenja verfestigt. Vor der Tür Max’ wartet der Ex-Freund von Svenja auf Max, ein Psychopath, der Svenja verfolgt und Max mitteilt, dass er gerne seine Ex-Freundin wiederhaben möchte. Max teilt das Kerstin mit, die aber meint, dass es nicht genug Beweismaterial gäbe. Kriminalrat Hasse kommt mit einem Spezialauftrag zu Max: Munzl soll gegen Korruption im Gartenbauamt vorgehen und Verdächtige überführen. Beim Besuch beim Gartenbauamt ist der Amtsleiter Wiedenkämper patzig, Max erweckt das Vertrauen der Sekretärin, die ihm gesteht, dass Wiedenkämper korrupt ist. Die Soko ermittelt derweil gegen einen Waffenhändlerring. Hendricks beauftragt Max, Eddie und Victor sich wieder auszusöhnen. Max geht mit den beiden ins Gartenbauamt und dringt ins Büro des Wiedenkämper ein. Nachdem Eddie die Sekretärin beleidigt hat, verpetzt sie diese beim Wiedenkämper. Wiedenkämper beschwert sich bei Hasse, der daraufhin Munzl fertigmacht. Dieser hat Probleme mit Svenja, die von ihrem Ex-Freund belagert wird. Max überredet die Soko ins Büro Wiedenkämpers einzubrechen. Dort findet Max Dokumente. Nachdem eine Vorladung Wiedenkämpers zum Verhör grandios scheitert, kündigt Hasse Munzl an, ihn rauszuschmeißen. In letzter Minute ruft die Sekretärin Löffler Munzl an und sie erwischen Wiedenkämper beim Vernichten von Akten, was reicht, um ihn festzunehmen. Eddie macht mit seiner dicken Freundin Schluss, weil er den Spott seiner Kollegen nicht ertragen kann. |           |                                  |                    |
| 10 | 4         | Gammelfleisch                    | 15. Juli 2008      |
| Die Stimmung in der Soko ist auf dem Tiefpunkt. Die Kollegen streiten sich nur noch und Max schlägt diesen einen gemeinsamen Kneipenbesuch vor, um die Stimmung zu verbessern. In einer Karaokebar wird kräftig gefeiert, wobei Victor mit einem religiösen Christen ins Gespräch kommt, Kerstin und Eddie heftig miteinander flirten und sich näherkommen und Hendricks mit einer attraktiven Bardame flirtet. Eine Mitarbeiterin eines Fleischherstellers berichtet von kriminellen Machenschaften. Die Soko kann und will ihr jedoch nicht helfen, einerseits reicht die Beweislage nicht aus, andererseits sind die Mitarbeiter nur mit ihren privaten Problemen beschäftigt und ignorieren die verzweifelten Appelle der Mitarbeiterin. Nur Max kniet sich in den Fall rein und erreicht, dass kriminelle Fleischhersteller ihm einen Schläger ins Haus schickt. Im Privatleben spielt die Beziehung zu Svenja eine wichtige Rolle: Hier verschlechtert sich die Beziehung zwischen Max und Svenja zusehends. Letztlich kann der kriminelle Fleischhersteller und sein Schläger dingfest gemacht werden, allerdings zu einem hohen Preis: In seiner Schusseligkeit erschießt Max seinen geliebten Hund Freud. |           |                                  |                    |
| 11 | 5         | Der letzte Wille                 | 22. Juli 2008      |
| Max leidet unter dem Tod seines Hundes. Die Soko ermittelt in einem Altenheim, deren Leiterin vermutlich den Patienten und Bewohnern des Heimes Medikamente vorenthält, um diese Gewinn bringend zu verkaufen. Dabei scheitern Versuche der Soko, unerkannt im Heim zu ermitteln: Die Heimleiterin ist sehr misstrauisch und wehrt sich juristisch gegen Ermittlungen. Als Eddie im Heim auftaucht und für die Heimleiterin unangenehme Entdeckungen macht, versucht sie ihn zu bestechen. Eddie, der in seiner Naivität eine Menge Geld bei Ermittlungen ausgegeben hat, die ihm die Behörde nicht zurückzahlen will, lässt sich dazu hinreißen und nimmt das Bestechungsgeld an. Gleichzeitig hat Max eine Mitarbeiterin des Heimes, Schwester Monika kennengelernt, die leicht verrückt zu sein scheint. Sie begehrt Max und behauptet von sich, Zauberkräfte zu haben. Max vermutet, dass sie in die kriminellen Machenschaften verstrickt sei und begibt sich verwanzt in ihre Wohnung. Dort entdeckt er die gebunkerten Medikamente. Monika, die entdeckt, dass Max für die Polizei arbeitet, kann gerade noch von Kerstin und Victor davon abgehalten werden, Max zu erstechen. Sie flieht aufs Dach und will Selbstmord begehen. Max schafft es, sie davon abzubringen. |           |                                  |                    |
| 12 | 6         | Tiefschläge                      | 29. Juli 2008      |
| Die Soko verhört einen Verdächtigen im Verhörraum. Er soll Mitglied einer Anabolika-Bande sein. Durch Kerstins und Victors Verschulden gelingt diesem die Flucht. Die Stimmung in der Soko wird immer schlechter – was auch an Eddies Bestechungsgeldannahme liegt. Kriminalrat Hasse verlangt von Munzl, dass er die Truppe wieder zusammenbringt. Munzl wendet psychologische Teamspiele an, ohne Erfolg. Gleichzeitig ist seine Beziehung zu Svenja in einer Krise. Sie wirft ihm vor, dass ihm seine Arbeit viel wichtiger sei, als die Beziehung. Just in diesem Augenblick erscheint Eddie und heult sich bei diesem aus. Svenja hat es endgültig satt. Hendricks ist ebenfalls mit den Nerven fertig, weil seine Tochter eine Frau heiraten will. Eddie ermittelt auf eigene Faust in einem Boxstall, dort taucht auch Max auf. Sie finden schnell heraus, wer mit den Anabolika dealt: Ein ehemaliger Bekannter Richie von Eddie, der nicht weiß, dass Eddie für die Polizei arbeitet. Die Soko beschließt, Eddie verwanzt auf den Verbrecher anzusetzen. Eddie trifft Richie im Lokal „KGB“ und wird nach einem Gespräch fast von diesem abgestochen. Die Soko greift ein und kann Richie festnehmen. Als der Verdächtige verhört wird, gelingt es diesem, Kerstin als Geisel zu nehmen. Eddie befreit Kerstin und die Truppe ist wieder zusammengeschweißt. Sie gehen zusammen feiern und lassen Max außen vor. Svenja hat Max endgültig verlassen und trifft sich jetzt wieder mit ihrem Ex. Max ist deprimiert und sitzt alleine zuhause. |           |                                  |                    |
| 13 | 7         | Soko WG                          | 5. Aug. 2008       |
| Die Soko Organisiertes Verbrechen ermittelt gegen den flüchtigen Waffenhändler Frank Wolff (Christian Becker). Sie vermutet, dass er in Kontakt mit seiner Ehefrau steht und die Sonderkommission – mit Ausnahme von Max – zieht in die Nachbarwohnung der Gattin. Dort ist Kerstin sehr entsetzt, dass sie von den Kollegen nicht als attraktive Frau wahrgenommen wird. Die Soko ist untereinander sehr zerstritten und sie machen keinerlei Fortschritte. Lena taucht wieder in Max’ Leben auf und heult sich bei ihm aus. Der Freund Martin hat sie verlassen und sie entdeckt wieder Gefühle für Max. Max und Eddie stellen sich Frau Wolff (Gesche Tebbenhoff) schließlich als Ärzte vor, wobei Eddies Dummheit und Lenas plötzliches Auftauchen, diese Tarnung fast verrät. Max, der immer noch in Lena verliebt ist, verführt sie und die beiden beginnen das Vorspiel, werden dann aber von einem Telefonat unterbrochen. Max bricht das Liebesspiel ab, um seinen Kollegen zu helfen und es gelingt der Truppe, Wolff zu entdecken und diesen festzunehmen. Die Beziehung zu Lena ist jedoch wieder zerstört. |           |                                  |                    |
| 14 | 8         | Der doppelte Psycho              | 12. Aug. 2008      |
| Die Soko ermittelt gegen einen Erpresser-Stresemann, der früher Stasi-Offizier war und jetzt ehemalige Mitarbeiter, die ein bürgerliches Leben führen mit ihrer Vergangenheit erpresst. Munzl setzt einen der Verdächtigen im Verhör unter Druck und dieser ist so verzweifelt, dass er Selbstmord begeht. Im Privatleben läuft es auch nicht gut für Max: Lena hat sich wieder mit Martin versöhnt und will nichts mehr mit Max zu tun haben. Max ist so frustriert, dass er kündigen möchte. Hasse holt einen neuen Psychologen in die Truppe: Dr. Block (Devid Striesow), einen dynamischen Mann, der sofort einen guten Stand bei der Truppe hat. Max ist beleidigt, dass dieser ernstgenommen wird und er nicht und er beschließt, weiterzumachen. Max merkt als einziger, dass bei Dr. Block irgendetwas nicht stimmt. Er ermittelt selbstständig weiter und erfährt dabei, dass Dr. Block ein Hochstapler und Gangster ist, der zur Erpresserbande gehört. Dabei half ihm auch Martin, Eddies geistig behinderter Bruder. Als Dr. Block merkt, dass Max ihn enttarnt hat, will er diesen beseitigen. Nur durch Kerstins kriminalistischen Scharfsinn gelingt es, Max in letzter Sekunde das Leben zu retten. |           |                                  |                    |